# 広い河の岸辺
「広い河の岸辺」（ひろいかわのきしべ）、ないし、「流れは広く」（ながれはひろく）、あるいは「悲しみの水辺」（かなしみのみずべ）などとして知られる、「ザ・ウォーター・イズ・ワイド」(The Water Is Wide)、別名「オー・ワリー・ワリー」(O Waly, Waly) は、スコットランドに起源をもつ民謡であり、歌詞の一部は17世紀に起源をもつとされている。21世紀に至っても人気を保っている楽曲である。セシル・シャープは、1906年にこの曲を『Folk Songs From Somerset』に収録して出版した。この曲は、チャイルド・バラッド204（ラウド・フォークソング・インデックス 87）の「Jamie Douglas」と関係がある内容であり、表向きには第2代ダグラス侯爵ジェイムズ・ダグラスの、レディ・バーバラ・アースキン (Lady Barbara Erskine) との不幸な最初の結婚について言及したものとされる。

## テーマと構成
歌詞の内容は、試練にさらされる愛を描くものであり、最初の蜜月の段階ではどのような関係においても「愛は気高く、愛は優しい (Love is handsome, love is kind)」と歌われる。しかし、時が経てば「愛も古び、冷える (love grows old, and waxes cold)」。「真実の愛さえ (Even true love)」「朝露のように消えてゆく (fade away like morning dew)」とも歌われる。
現代における。この曲の（英語の）歌詞や曲名は、1906年にセシル・シャープがまとめたものが決定版となっているが、これは、イングランド南部に伝承されていた、話の内容もスタイルも多様ながら同一の韻律に従っていた、多数の典拠に基づいている。これより古い時期の典拠は、しばしば歌詞のみのブロードサイド・バラッドとして出版されていた。これを歌ったり、出版した者たちは、しばしば歌詞を加除し、また、歌詞の流用などを行なったが、こうしたあちこちに流布していった歌詞の詩句は、賛美歌や伝統的なブルースの歌詞にも共通した特徴である。様々な異なる典拠から得られる歌詞は、同じ韻律の異なる旋律に当てはめて歌われることもあり得た。このため、今日知られる歌詞の詩句は、もともと現在のような詩句の前後関係に置かれていたとは限らないし、主題に沿った内容となっているとは限らない。

## 多様な歌詞
「ザ・ウォーター・イズ・ワイド (The Water is Wide)」として知られるものは、共通性ももった様々な一群の歌詞の系譜と考えられており、特定の賛美歌のような旋律で歌われる。
「オー・ワリー・ワリー (O Waly Waly)」ないし「ウェイル・ウェイル (Wail, Wail)」として知れるものは、特定の歌詞で歌われることが多いが、異なる詩句を含む歌詞の系譜とされることもあり、また曲名も「ジェイミー・ダグラス (Jamie Douglas)」とされることがあり、ひとつの旋律で歌われることもあれば、韻律は同じ異なる旋律によることもあり、さらには、今日流布している「ザ・ウォーター・イズ・ワイド」の変種として、通例は曲の冒頭に「O Waly, Waly」という歌詞を加えた形をとることもある。ベンジャミン・ブリテンは、この曲の旋律と、「ザ・ウォーター・イズ・ワイド」の歌詞を用いて編曲した作品に、「O Waly, Waly」という歌詞が入っていたなかったのにもかかわらず、「ワリー・ワリー (Waly, Waly)」と曲名を付けた。この歌を、標準的なものとは異なる旋律に載せたものとしては、「When Cockleshells Turn Silver Bells」があり、やはり「Waly, Waly」という副題が付いている。これとはまた別の旋律の「O Waly, Waly」は、「Lord James Douglas」の歌詞と関連があるものとされている。

### 「祖先」にあたるもの
歌詞の主要な原型となっているのは、アラン・ラムゼイによる『Tea Table Miscellany』（1724年）に収められた「Waly, Waly, Gin Love Be Bonny」という下に掲げる歌詞である。これは、先行した「Arthur's Seat shall be my Bed」（1701年）、「The Distressed Virgin（1633年）や、スコットランド由来のスキャンダルを取り上げたバラッド「Jamie Douglas」（1776年）などを組み合せて構成したものである。
トムソン (Thomson) による1725年のバージョンに見える「cockleshells」や「silver bells」といった表現は、1744年に最初に出版された「Mary, Mary, Quite Contrary」に先んじており、拷問への隠喩的言及であったかもしれない。
全てのバージョンには当てはまらないが、「Jamie Douglas」のバージョンの中には、冒頭の歌詞が「O, Waly, Waly」で始まるものがある。アンドリュー・ラングは、ラムゼイの『Tea Table Miscellany』に記された、16世紀の歌が、歌詞のバージョンのひとつにあたると考えた

### 「いとこ」にあたるもの
「ザ・ウォーター・イズ・ワイド」の原型となったものは、他の民謡（フォーク・ソング）やポピュラー・ソングの歌詞にも影響を与えており、例えば、アイルランドの「Carrickfergus」（1960年代）や、アメリカ合衆国の「Sweet Peggy Gordan」（1880年）の今日知られる歌詞が、その例として挙げられる。アイルランドの歌である「Carrickfergus」は、「でも海は広すぎて/私は泳いで渡れない/私には飛んでいく翼もない (but the sea is wide/I cannot swim over/And neither have I wings to fly)」という歌詞が共通している。この歌の前身となったのは、アイルランド語の歌で「それは、ある高貴な淑女のこと (アイルランド語: A Bhí Bean Uasal)」という歌詞で始まるもので、「Lord Jamie Douglas」と題された歌詞のバリエーションのひとつが「私は名高い淑女だった (I was a lady of renown)」という歌詞で始まるのと、酷似している。しかし、英語で綴られた「Carrickfergus」の歌詞には、「A Bhí Bean Uasal」の現存するどの歌詞にも見られない、明らかにスコットランドやイングランドの様々な歌曲から採られた素材が含まれており、知られている様々な伝承の間で、相当複雑な相互の影響関係があったことが窺われる。

### 「子孫」にあたるもの
今日歌われる「ザ・ウォーター・イズ・ワイド」を広めたのは、フォーク・リバイバル (folk revival) 運動を担ったピート・シーガーであった。「Waly, Waly」、「There is a Ship」、「Cockleshells」をはじめ、この曲を踏まえた数多くのバリエーションが生み出され、様々な歌詞が用いられ、再利用もされた。U2のアルバム『魂の叫び (Rattle and Hum)』に収められた「ヴァン・ディマンズ・ランド (Van Diemen's Land)」は、「ザ・ウォーター・イズ・ワイド」の旋律のバリエーションのひとつを用いている。
アイラ・セント・クレアがビデオ『When the Pipers Play』の中で歌った同名の曲は、「ザ・ウォーター・イズ・ワイド」の旋律を流用している。

## 歌詞

### Waly, Waly, Gin Love Be Bonny
O Waly, waly (a lament – "woe is me") up the bank,

And waly, waly doun the brae (hill),

And waly, waly, yon burn-side (riverside),

Where I and my love wont to gae.

I lean'd my back into an aik (oak),

I thocht it was a trusty tree;

But first it bow'd, and syne (soon) it brak (broke),

Sae my true love did lightly me.

O waly, waly, but love be bonnie (beautiful),

A little time while it is new,

But when 'tis auld (old), it waxeth cauld (cold),

And fades away like the morning dew.

O wherefore should I busk my heid (adorn my head)?

Or wherefore should I kame (comb) my hair?

For my true love has me forsook,

And says he'll never love me mair (more).

Now Arthur Seat shall be my bed,

The sheets shall ne'er be fyl'd by me,

Saint Anton's well shall be my drink,

Since my true love has forsaken me.

Martinmas wind, when wilt thou blaw (blow),

And shake the green leaves off the tree?

O gentle death, when wilt thou come?

For of my life I am weary.

'Tis not the frost, that freezes fell,

Nor blawing snaws (snow) inclemency,

'Tis not sic cauld (such cold) that makes me cry,

But my love's heart grown cauld to me.

When we cam in by Glasgow town,

We were a comely sight to see;

My love was clad in the black velvet,

And I my sell in cramasie (crimson).

But had I wist (known), before I kiss'd,

That love had been sae ill to win,

I'd lock my heart in a case of gold,

And pin'd it with a silver pin.

Oh, oh! if my young babe were born,

And set upon the nurse's knee,

And I my sell were dead and gane,

For a maid again I'll never be.

### The Water Is Wide
「ザ・ウォーター・イズ・ワイド」の歌詞として広まっているもののいくつかは、『Folk Songs For Solo Singers』に収録されているが、ほかにも数多くのバージョンが、印刷出版され、歌われている。
The water is wide, I cannot get o'er.
And neither have I the wings to fly.
Build me a boat that can carry two,
And both shall row, my love and I.
A ship there is and she sails the seas.
She's loaded deep, as deep can be;
But not as deep as the love I'm in
And I know not if I sink or swim.
I leaned my back up against a young oak
Thinking he was a trusty tree
But first he bend and then he broke
And so did my false love to me.
O love is handsome and love is fine
And loves a jewel while it's new
But love grows old and waxes cold
And fades away like the morning dew.
ユルゲン・クロス (Jürgen Klos) は、この歌詞の1番が「I'm Often Drunk And Seldom Sober」（1780年ころ）に、2番が「The Seamans leave taken of his sweetest Margery」（1660年ころ）に、3番が「Oh Waly, Waly, Gin Love Be Bonny」（1724年ころに出版された時点で、既に「古い」歌とされていた）に、4番が「Hey trollie lollie, love is jolly」（1620年ころ）に、それぞれ由来することを突き止めている。しかしクロスも、1905年以前に、この歌詞が歌われていた旋律を突き止めることはできなかった。

### 輪唱
The Water is Wide

I Cannot get over

Nor have I Wings

With which to-o-o fly

O-o-h give me a boat

That can carry Two

We both shall Row

My friend and I-i-I
(歌詞を2回繰り返し、一部では高音と低音に分かれて歌い、次いで輪唱となり、遅れて歌うグループは「Nor」のところから入る）
別バージョン
The water is wide 

I cannot get o'er

No wings have I 

No wings have I to-o fly

Give me a boat

That will carry two

We both shall row,

my friend and I.

2番:

As I look out

across the sea

a Bright horizon beckons me

And I am called to do my best

and be the most

that I can be.
オーストラリアで歌われる別バージョン
The Voyage Home
The water is wide, I cannot get o'er

And neither have I wings to fly,

Build me a boat that can carry two

And both shall row, my love and I.

I leaned my back up against an oak,

To find it was a trusty tree,

I found you true, love, when first you spoke,

'tis true you are, and ever shall be.

Our love shines clearly against the storm,

Turns darkest night to brightest day,

Turns turbulent waters to perfect calm,

A blazing lamp to light our way.

Love is the centre of all we see,

Love is the jewel that guides us true,

No matter what, love, you'll stay with me,

No matter what, my love, I'll stay with you.

The water is wide, I cannot get o'er

And neither have I wings to fly,

Build me a boat that can carry two

And both shall row, my love and I.

## 近年における演奏

### 編曲
「オー・ワリー・ワリー」は、クラシック音楽系の作曲家たちに人気のある編曲の素材となっており、特にベンジャミン・ブリテンが1948年に出版した声楽とピアノのための編曲はよく知られている。ジョン・ラターは、この曲を『弦楽のための組曲』（1973年）の第3楽章で用いている。
この曲は、アイザック・ウォッツによる賛美歌「さかえの主イエスの (When I Survey the Wondrous Cross) として歌われることもよくある。また、ジョン・L・ベルの「When God Almighty came to Earth」（1987年）や、フレッド・プラット・グリーンの「An Upper Room did our Lord Prepare」（1974年）にも用いられている。さらに、ハル・ホプソンは、作品『The Gift of Love』の中に、この曲を組み込んだ。ホプソンはまた、「ザ・ウォーター・イズ・ワイド」の曲に載せたキリスト教的な歌詞も書いており、教会の合唱隊によってしばしば歌われている。
マック・ウィルバーグは、オリバー・ウェンデル・ホームズ・シニアの詩「Thou Gracious God」に合わせてこの曲を編曲しており、モルモンタバナクル合唱団がアルバム『Peace Like a River』に収録した。

### おもな録音
「オー・ワリー・ワリー」を吹き込んだクラシック系の声楽家としては、トマス・アレン（イングランドのバリトン）、ジャネット・ベイカー（イングランドのメゾソプラノ）、イアン・ボストリッジ（イングランドのテノール、サラ・ブライトマン（イングランドのソプラノ）、アルフレッド・デラー（イングランドのカウンターテノール）、アンソニー・ロルフ・ジョンソン（イングランドのテノール）、ジョン・ラングスタッフ、リチャード・ルイス（イングランドのテノール）、フェリシティ・ロット（イングランドのソプラノ）、ベンジャミン・ラクストン（イングランドのバス/バリトン）、デレク・リー・ レイギン（アメリカ合衆国のカウンターテノール）、アクセル・シェッツ（デンマークのテノール）、ダニエル・テイラー（カナダのカウンターテノール）、ロバート・ティアー（ウェールズのテノール）、フレデリカ・フォン・シュターデ（アメリカ合衆国のメゾソプラノ）、キャロリン・ワトキンソン（イングランドのメゾソプラノ）、キャスリーン・フェリア（イングランドのコントラルト）らがいる。キングズ・シンガーズは、J・S・バッハの有名な『無伴奏チェロ組曲第1番』とこの曲を合わせた演奏を、ブリテン諸島のフォーク・ソングを集めたアルバム『Watching the White Wheat』に収録している。
アメリカ議会図書館のオーディオ・アーカイブには、アメリカ合衆国の作曲家サミュエル・バーバーが、1938年12月26日にフィラデルフィアのカーティス音楽院からのリサイタルの放送において、この曲を自らのピアノ伴奏で歌った録音が収められている。
「ザ・ウォーター・イズ・ワイド」は、数限りない数の録音が行なわれているが、ポピュラー音楽系では、モーラ・オコンネル（アイルランドのアルトのフォーク歌手）、ジューン・テイバー（1976年のソロアルバム『Airs and Graces』）、アンジー・アパロ、ハイウェイメン、ザ・シーカーズ、ピーター・ポール&マリー（曲名は「There is a Ship」）、シーラ・ジョーダン（『Lost and Found』1989年）、カウボーイ・ジャンキーズ、ボブ・ディラン、ピート・シーガー、レンジャーズ (バンド)、ジョーン・バエズ、エンヤ、スティーライ・スパン、カーラ・ボノフ、ジェームス・テイラー、ジョン・ゴーカ、ダニエル・ロドリゲス、ルカ・ブルーム、スティーヴ・グッドマン、エヴァ・キャシディ、ロリー・ブロック、トム・チェイピンらによるものがある。
マーク・ノップラーは、「ザ・ウォーター・イズ・ワイド」をインストゥルメンタルで録音しているが、これは、いくつかのプロジェクトでノップラーと協力関係にあったチェット・アトキンスを、死後に追悼したものであった。
この曲の歌詞は、時代によっても、また、歌手によっても、様々に異なっている。
キングストン・トリオは、1961年に「The River is Wide」という曲名で録音をリリースした。ニュー・クリスティ・ミンストレルズは、1963年に同じ曲をまったく異なる歌詞で、ランディ・スパークスの編曲により、「Last Farewell」と曲名を変えて発表した。
バーズのロジャー・マッギンは、この曲を最初のソロ・アルバム『Roger McGuinn』（1973年）に収録した。
サー・クリフ・リチャードは、1982年のアルバム『Now You See Me, Now You Don't』にこの曲を収録した。
ニール・ヤングは、この曲の旋律に載せて、新たに環境問題を主題とした歌詞を書き、「Mother Earth (Natural Anthem)」という曲名で、1990年のアルバム『Ragged Glory』に収録した。
カーラ・ボノフは、1991年のアメリカ合衆国のテレビドラマ『Thirtysomething』のサウンドトラックの一部として、この曲を録音したが、これは、2006年に放送されたテレビドラマ『エイリアス (Alias)』のシーズン5、第94話の結末でも使用された。
フランスの歌手ルノー・セシャンは、フランス語圏にこの曲を広めた。彼は平和主義的内容のフランス語の歌詞を書き、「La ballade nord-irlandaise」（「北アイルランドのバラッド」の意）と題して1991年のアルバム『Marchand de cailloux』に収録し、北アイルランド問題への関心を呼び起こした、ブルターニュのグループであるトリ・ヤンも、ブルトン語の歌詞による「Divent an dour」に加え、フランス語の歌詞による「La Mer est sans fin」（「海は無限」の意）と題したバージョンも録音している。
アメリカ合衆国生まれの台湾のアーティスト、ワン・リーホン（王力宏）は、1995年のデビュー・アルバム『Love Rival Beethoven』にこの曲を収めている。
1990年代後半、ジュエル、サラ・マクラクランと、インディゴ・ガールズは、リリス・フェアのツアーのコンサートにおいてこの曲を共演した。
バーブラ・ストライサンドは、「ザ・ウォーター・イズ・ワイド」を「Deep River」と組み合せて、1997年のアルバム『Higher Ground』に収録した。
ジャズ・ミュージシャンであるリー・リトナーとデイヴ・グルーシンの2000年のアルバム『Two Worlds』には、ソプラノ歌手ルネ・フレミングの歌により、「ザ・ウォーター・イズ・ワイド」と「Shenandoah」と組み合わせた演奏が収録されている。
アメリカ合衆国のジャズ・ミュージシャンであるチャールズ・ロイドは、自身のテナーサックスと、ジョン・アバークロンビー（ギター）、ブラッド・メルドー（ピアノ）、ラリー・グレナディア（ダブルベース）、ビリー・ヒギンス（ドラムス）により、2000年にアルバム『The Water Is Wide』をリリースし、ECMレコードからCDを出した。チャールズ・ロイド・カルテットは、2010年のCD『Mirror』でも、ロイド（テナーサックス）、ジェイソン・モラン（ピアノ）、リューベン・ロジャース（ベース）、エリック・ハーランド（ドラムス）により、この曲の別バージョンを吹き込んでいる。
ウェールズの少女ソプラノ歌手だったシャルロット・チャーチは、2001年のアルバム『Enchantment』に、ポピュラー音楽の曲としてこの曲を吹き込んだ。
エヴァ・キャシディのバージョンは、彼女の死後に出された2003年のアルバム『American Tune』でリリースされたが、1994年のブートレグ・アルバム『Live at Pearl's』にも収められていた。
アメリカ合衆国のジャズ・ピアニストであるエイラン・カッツェネレボーゲンは、2003年のアルバム『It's Reigning Kats & Dogs & Bogen』にこの曲を収録した。
ケルティック・ウーマンの最年少メンバーであるクロエ・アグニューは、作曲家デイヴィッド・ダウンズの助力も得て、自身のアルバム『Chloë』（2002年）にこの曲を収録した。
スコットランドのゲール語ロックバンド、ランリグは、この曲を1枚目のアルバム『Access All Areas』（2001年）に収録した。
2006年、トリニティは、セルフタイトル・アルバムにこの曲を収録したが、それより前には、オーラ・ファロンが同じくセルフタイトル・アルバムでこの曲を取り上げていた。
ヘイリー・ウェステンラの2007年にリリースされたアルバム『Treasure～私の宝物 (Treasure)』にもこの曲が収録された。ただし、2007年に出たEU製造バージョンには入っておらず、それより前に出ていた2005年/2006年EU製造のアルバム『オデッセイ (Odyssey)』の2曲目に収められていた。
岸部眞明の2008年のアルバム『My Favorites』には、ボーカルとギターの旋律を合わせるのではなく、ボーカル抜きの指弾きによるアコースティック・ギターの演奏が収録されている。アメリカ合衆国のピアニスト、ジョン・ラング (John Laing)は、デビュー・アルバム『Awakened』でこの曲を取り上げており、ブリタニー・ベニシュ (Brittany Benish) のギターがフィーチャーされている。

### 映画
ボブ・ディランとジョーン・バエズは、ディランが監督した1978年の映画『レナルド&クララ (Renaldo and Clara』の中でこの曲を歌っている。
スザンナ・ホフスは、テイマー・サイモン・ホフスが監督した映画『Red Roses and Petrol』のサウンドトラックで、この曲を演奏している。
テレンス・デイヴィス監督の1988年の映画『遠い声、静かな暮らし (Distant Voices, Still Lives)』では、結末の場面でこの曲が使われ、主人公たちは暗闇へと消えていく。
1994年のユニバーサル映画作品『激流 (The River Wild)』　では、サウンドトラックの一部として、この曲が何回も用いられている。最後のクレジットタイトルで流れるバージョンは、カウボーイ・ジャンキーズが吹き込んだものである。
2007年の映画『ジェシー・ジェームズの暗殺 (The Assassination of Jesse James by the Coward Robert Ford)』では、暗殺の場面の直前に、ジェシー・ジェイムズの娘が、この歌の歌詞を（歌うのではなく）語る場面がある。
2001年の映画『The Simian Line』では、この曲が音楽的なモチーフとして全編にわたって使用されている。
アンソニー・ホプキンスとメル・ギブソンが主演した、1984年の映画『バウンティ/愛と反乱の航海 (The Bounty』では、盲目のフィドル奏者がこの曲を演奏する場面がある。
2005年の日本映画『リンダ リンダ リンダ』では、文化祭の場面で、湯川潮音がこの曲を演奏する。
アン・バンクロフトが主演した1996年のテレビ映画『Homecoming』では、最後のクレジットタイトルでこの曲が流れる。
この曲は、テレビドラマ『ボードウォーク・エンパイア 欲望の街 (Boardwalk Empire)』の第1シーズンにも用いられた。
ジェラルド・ウェイは、ケヴィン・スミス監督の映画『Mr.タスク (Tusk)』のために、この曲の吹き込みを行なったことが確認されている。
PJ ハーヴェイは、BBC Two の『Peaky Blinders』の第2シーズンのために、この曲を2014年に吹き込んだ.。
テレビドラマ『Jack Taylor』の「The Magdalen Martyrs」のエピソードでは、ノラ＝ジェーン・ヌーンが演じる登場人物ケイト・ヌーナン (Kate Noonan) が、パブでこの歌を歌う場面がある。

## 日本における普及
この曲の日本への普及には、ピーター・ポール&マリーが「There is a Ship」として歌ったバージョンが大きく影響したと考えられており、白鳥英美子などが英語詞による歌唱を録音している。
佐川満男と伊東ゆかりの娘である宙美は、この曲を、山川啓介の日本語詞による「ふたりの小舟」として2007年6月6日にシングル・リリースしている。この曲は伊東ゆかりもレパートリーとしており、アルバムにも収録している。
2013年、この曲に先行する日本語詞はないと誤解していたケーナ奏者八木倫明は、「広い河の岸辺」として独自の日本語詞を綴り、クミコに提供した。翌2014年、「広い河の岸辺」はシングル化され、さらにアルバム『広い河の岸辺 〜The Water Is Wide〜』もリリースされた。
2014年上半期のNHKの連続テレビ小説『花子とアン』では、カナダ人女性教師の愛唱歌がこの曲という設定があり、また、同年下半期の連続テレビ小説『マッサン』では、スコットランド人であるヒロインが、この曲を口ずさむ場面があった。
こうした経緯が重なり、2014年に、この曲はUSENの演歌・歌謡曲部門で8週間にわたって第1位ないし第2位となるヒットとなった。